# بالاکوفو
شهر بالاکو وا (به روسی: Балаково) در کشور روسیه و در استان ساراتوف  واقع شده‌است. نیروگاه هسته‌ای بالاکو وا  در این شهر قرار دارد.